# Jesús Ezquerra
Jesús Ezquerra Muela (* 30. November 1990 in Santander, Kantabrien) ist ein spanischer Radrennfahrer.

## Sportliche Laufbahn
Jesús Ezquerra wurde 2010 Zweiter bei den Kantabrischen Meisterschaften der Klasse U23 im Straßenrennen und konnte diese im Folgejahr für sich entscheiden. 2011 gelang ihm zudem der Sieg in der Gesamtwertung der Vuelta a Palencia sowie Rang zwei beim Copa de España.
Zur Saison 2012 erhielt Ezquerra beim neugegründeten luxemburgischen Leopard-Trek Continental Team seinen ersten internationalen Vertrag und gewann mit diesem Team 2013 das Mannschaftszeitfahren der Czech Cycling Tour. In den Jahren 2014 und 2015 fuhr er für das polnische UCI Continental Team ActiveJet konnte jedoch kein nennenswertes Ergebnis erzielen.
Im Jahr 2016 feierte er seinen einzigen internationalen Erfolg als Profi, als er die 8. Etappe der Portugal-Rundfahrt als Solist für sich entschied. Zuvor zeigte er mit dem vierten Gesamtrang bei der Volta ao Alentejo auf.
Zwischen den Jahren 2018 und 2024 fuhr Jesús Ezquerra für das spanische UCI ProTeam Burgos-BH, wobei er fünf Mal an der Vuelta a España teilnahm. Seine beste Etappen-Platzierung gelang ihm im Jahr 2022 mit dem 7. Rang auf der 13. Etappe. Weiters stand er im Jahr 2022 im Aufgebot der spanischen Nationalmannschaft bei den Straßenradsport-Weltmeisterschaften von Wollongong.
Nach seinem Karriereende übernahm er im Team Burgos-BH die Rolle eines sportlichen Leisters.

## Erfolge
2013
- Mannschaftszeitfahren Czech Cycling Tour

2016
- eine Etappe Portugal-Rundfahrt

## Grand-Tour-Platzierungen
| Grand Tour            | 2018 | 2019 | 2020 | 2021 | 2022 | 2023 |
| --------------------- | ---- | ---- | ---- | ---- | ---- | ---- |
| Giro d’ItaliaGiro     | –    | –    | –    | –    | –    | –    |
| Tour de FranceTour    | –    | –    | –    | –    | –    | –    |
| Vuelta a EspañaVuelta | 98   | 120  | 89   | –    | 68   | 89   |